# Michel Corneille l'Ancien
Pour les articles homonymes, voir Corneille.
Michel Corneille l'Ancien, dit aussi Michel Corneille le Père ou Michel Corneille I, né à Orléans entre 1601 et 1603 et mort à Paris en 1664, est un peintre et graveur français.
Il est le père des peintres et graveurs Michel Corneille le Jeune (1642-1708) et Jean-Baptiste Corneille (1649-1695).

## Biographie
Michel Corneille est né entre 1601 et 1603 à Orléans, fils de Jean, marchand bourgeois d'Orléans, et d'Anne Sallé. Son frère, Jean Corneille, avait été baptisé à l'église Sainte-Catherine le 30 mai 1592.  
Il se marie, par contrat du 16 novembre 1632, avec Marguerite Grégoire, sœur de Marie Grégoire mariée avec Jacques Sarrazin, toutes deux filles d'un apothicaire de Lagny et de Marie Vouet, sœur des peintres Simon Vouet et Aubin Vouet. 
Il est un des nombreux artistes à avoir étudié dans l'atelier de Simon Vouet, Premier peintre du Roi, qui exerçait une grande influence sur l'école française de peinture et dont la personnalité artistique a fortement marqué tous ses élèves. À Paris, il se lie d'amitié avec Eustache Le Sueur, François Perrier et d'autres artistes majeurs de la capitale.
La première peinture connue de Michel Corneille est une toile de 1630 intitulée Esaü cédant à Jacob son droit d'aînesse, qui ne révèle cependant aucun signe de l'influence de Vouet. 
Corneille s'est consacré à la peinture d'histoire et est l'un des douze Anciens, professeurs de l'Académie royale de peinture et de sculpture, lors de sa création en 1648. Il en devient le recteur en 1656. Excellent coloriste, se rapprochant en cela plus de la peinture vénitienne que celle de tradition française, son style à ses débuts ressemblait à celui de Simon Vouet. Plus tard, il fut chargé de la décoration d'églises à Paris, une de ses œuvres maîtresses étant Saint-Paul et Saint-Barnabé à Lystre, peinte pour la cathédrale Notre-Dame de Paris.
Ses gravures et eaux-fortes différaient assez peu des œuvres des peintres italiens, comme sa Vierge allaitant l'Enfant Jésus,  inspirée de Lodovico Carracci, ou bien le Meurtre des Innocents, proche de la peinture de Raphaël.
Quand Michel Corneille meurt à Paris en 1664, il est inhumé au cimetière des Innocents. Ses ossements ont vraisemblablement  été transférés aux Catacombes, en 1785, après la fermeture du cimetière.

## Œuvres
Par ordre chronologique

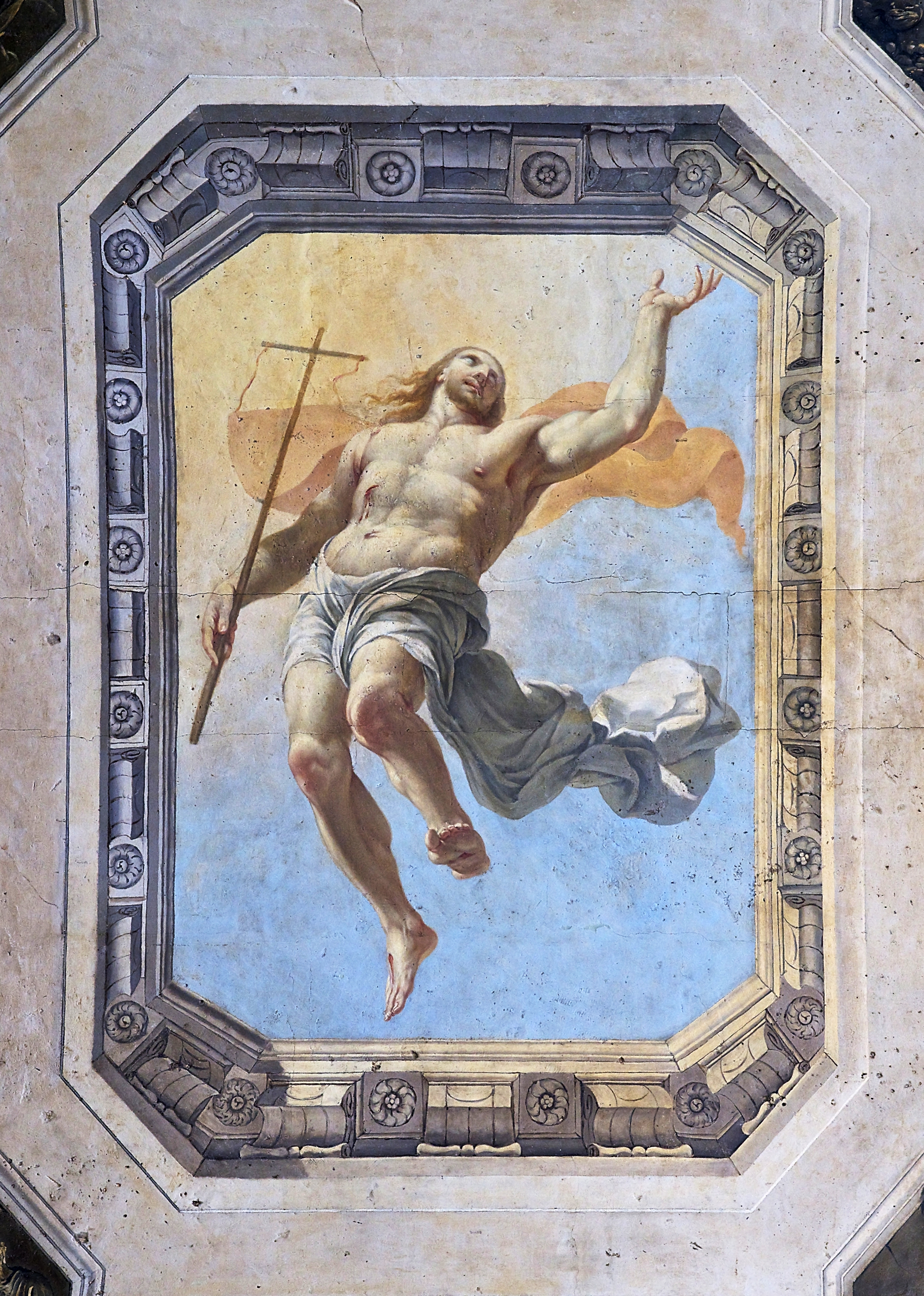
à Saint-Nicolas-des-Champs

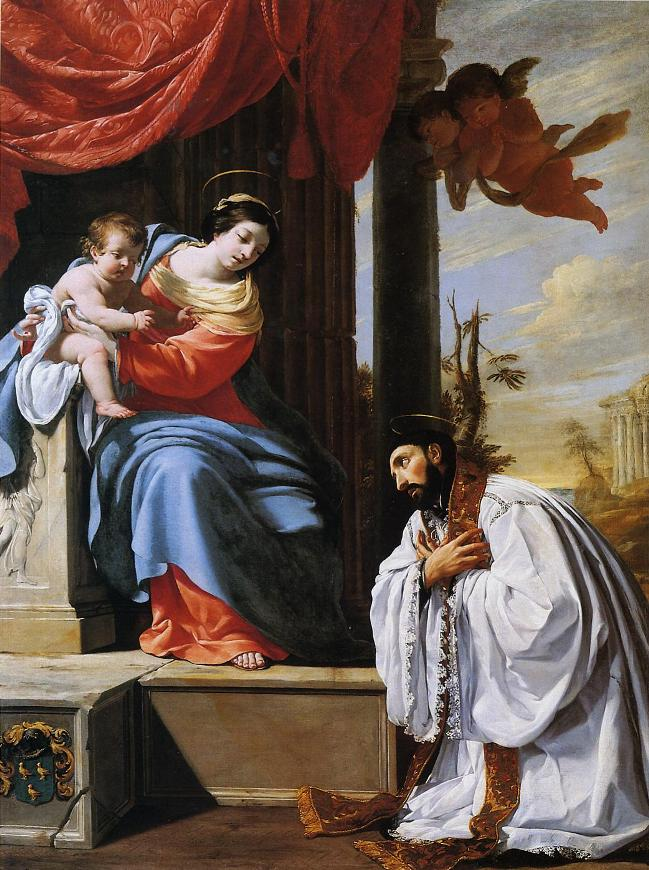
Au musée d'Orléans.

- Esaü cède son droit d’aînesse à Jacob (1630), huile sur toile, 116 x 126 cm, musée des Beaux-Arts d’Orléans[2] ;
- Le Christ chez Marthe et Marie (1635-1640), musée du Grand siècle, à Saint-Cloud et Sceaux;
- Saint-François Xavier en oraison devant la Vierge à l’Enfant (1640), huile sur toile, 218,5 x 165,5 cm, musée des Beaux-Arts d’Orléans[3],[4] ;
- La Présentation de la Vierge au Temple (vers 1642), huile sur toile, 184,5 × 135 cm, musée des Beaux-Arts de Dijon[5] ;
- Saint Paul et saint Barnabé à Lystre, may de Notre-Dame de Paris de 1644, musée des Beaux-Arts d'Arras ;
- Étude d’une tête d’homme de trois-quarts, vers 1645-1660, pierre noire et rehauts de craie blanche sur papier vergé, 13,6 x 13,8 cm, musée des Beaux-Arts d’Orléans[6] ;
- La Mort de Virginie (vers 1645), musée du Grand siècle, à Saint-Cloud et Sceaux[7],[8];
- Le Saint Sépulcre (1645-1650), peinture murale dans une chapelle de l'église Saint-Nicolas-des-Champs de Paris ;
- Saint Pierre à Césarée, may de Notre-Dame de Paris de 1658, église Saint-Pierre des Chartreux de Toulouse ;

- L'Assomption (vers 1660), huile sur toile, 201 x 165 cm, musée des Beaux-Arts de Dijon[9] ;
- Dates non documentées :
- Grégoire arrivant au ciel, Translation de Grégoire... dans une chapelle de l'hôtel des Invalides dédicacée à Grégoire Ier ;
- cartons de la tenture de l'Histoire de Tancrède et Clorinde, composée de sept tapisseries exposées au château de Châteaudun[10] ;
- Samson et les Philistins, château de Maisons-Laffitte ;Au château de Maisons-Laffitte.

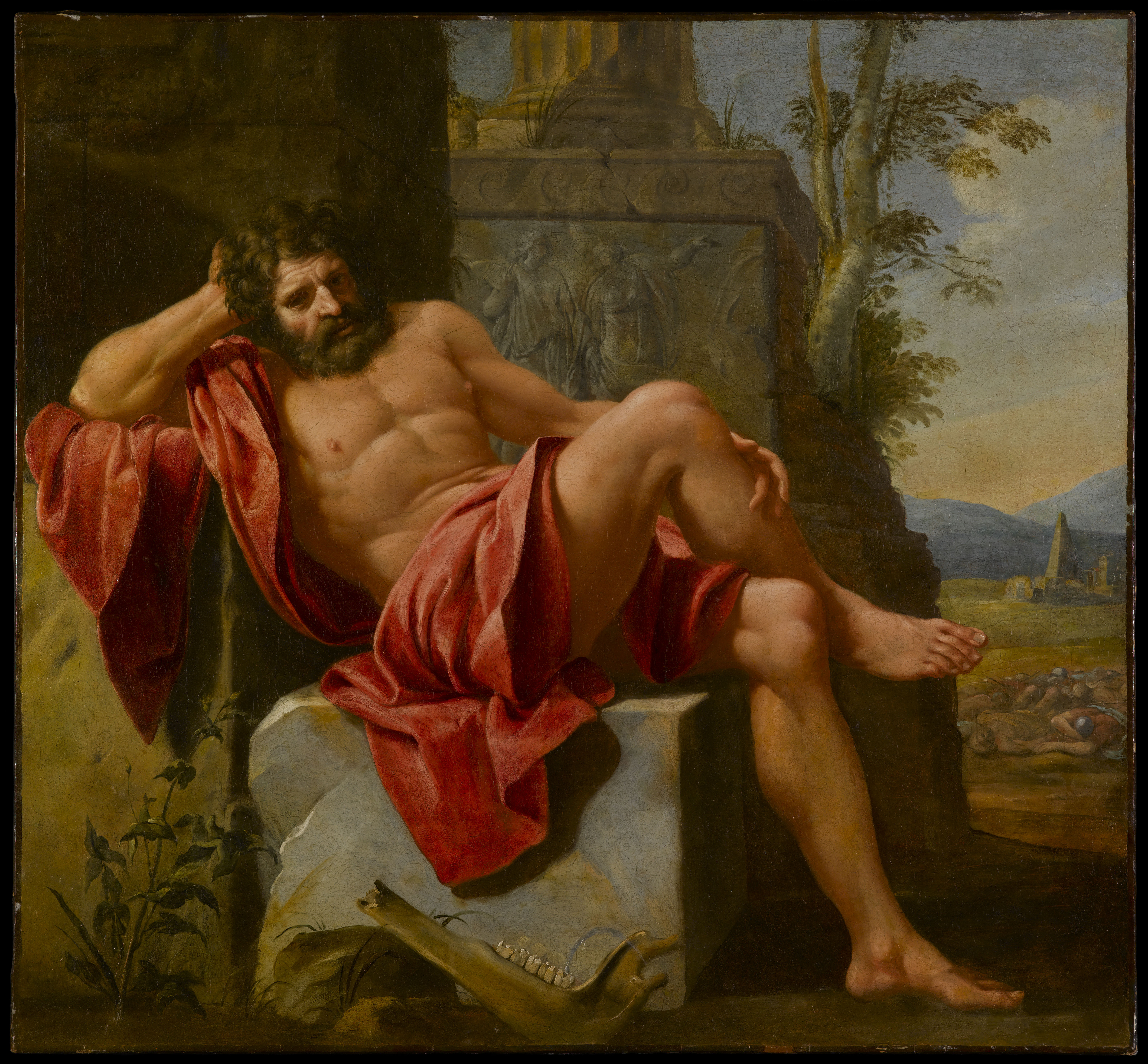
Au château de Maisons-Laffitte.

- Saint-Louis recevant la couronne d'épines des mains du Christ, église Saint-Paul-Saint-Louis ;
- La mise au tombeau (attribué), Pommard (Côte-d'Or) ;
- Vocation de la bienheureuse Agnès d’Assise, Cathédrale Saint-Pierre de Saint-Flour ;
- Philippe de France, duc d'Orléans et frère de Louis XIV, portant une armure à fleur-de-lys, château de Versailles ;
- La Clémence d'Auguste, Bayeux, musée Baron-Gérard.
- Femme drapée debout vue de profil, pierre noire et craie sur papier beige. H. 0,397 ; L. 0,256 m[11]. Paris, Beaux-Arts de Paris. La monumentalité de la figure renforcée par le cadrage serré frappe. Le mouvement bouillonnant du drapé confère un certain dynamisme à la pose. Cette figure est à rapprocher du tableau représentant la Visitation (musée du château, Blois) peinte en 1650[12].